# Carunchio
Carunchio è un comune italiano di 546 abitanti della provincia di Chieti, in Abruzzo, facente parte dell'unione dei comuni del Sinello.

## Storia
La prima menzione di Carunchio risale al 1173, in una bolla papale nella quale vengono confermati i confini della diocesi di Chieti. In seguito fu feudo dei d'Avalos, dei baroni Marinelli e dei principi Caracciolo. Anticamente l'abitato era situato in un'altra zona, forse in località Taverna, ma poi fu trasferito nell'attuale sito per meglio difendersi dalle incursioni saracene e slave.

### Simboli
Lo stemma e il gonfalone sono stati concessi con decreto del presidente della Repubblica del 9 maggio 1977.
Il gonfalone è un drappo partito di rosso e di azzurro, caricato dell'arma sopra descritta e riccamente ornato di fregi d'argento.

## Monumenti e luoghi d'interesse

### Borgo fortificato
È sviluppato ad anelli concentrici sfalsati in quota convergenti nella parte più alta ov'era il castello di cui rimangono i ruderi. Inoltre rimangono i ruderi delle case-mura e della Porta Coluccia, numerosi sotto-portici ed una probabile casa-torre sita tra Via Umberto I, Via Coluccia e Via Nocicchio. Nel catasto onciario del 1742 è citata una Via dei Rinforzi dove erano site le mura urbane e le case-mura.

#### Palazzi fortificati
Sono siti in Via Monte. Il primo impianto risale al XIII-XIV secolo. Dei ruderi medievali sono rintracciabili nei livelli inferiori della torre campanaria e del molino di Palazzo Castelli. I palazzi fortificati sembrano circoscrivere la forma di antico castello fortificato. I principali palazzi fortificati di Carunchio sono i seguenti:
- Palazzo Castelli. È un insieme di vari elementi con corte interna quadrangolare. L'edificio, nella sua forma attuale, risulta del XVI-XVIII secolo.[7]
- Palazzo Turdò. È di forma quadrangolare con garitte angolari e cortile con cisterna. È del tipo fortificato. Risale al XIX secolo.[7]
- Palazzo Turdò vecchio. È di forma quadrangolare. Rimangono solo alcuni resti.[7]

### Chiese ed edifici religiosi
- Chiesa parrocchiale di San Giovanni Battista. È sita in via Monte. Risale ad un'epoca precedente al XV secolo. La struttura pre-cinquecentesca è legata al castello del paese avendo la torre campanaria con la funzione da torre di vedetta. Le zone interne conserva ancora delle monofore ad arco trilobato risalenti verosimilmente al XIII-XIV secolo. Il portale, del 1756, è in pietra scolpita di artisti molisani, i Calvitti di Pescopennataro. La chiesa è stata interessata da vari restauri tra il XVI ed il XVIII secolo. L'interno è a navata unica con volta a botte, fu ornato nel 1860 e restaurato di nuovo all'inizio del XIX secolo. Nel presbiterio, sopra il coro, nella cantoria è posto un organo risalente ad un periodo compreso tra il 1755 ed il 1792 ed attribuito a Francesco d'Onofrio che ha sostituito il precedente strumento del 1692 di Liberatore Pallotta di Agnone riciclando degli elementi fonici. La cassa lignea, addossata sul muro, è vivacemente decorata, ha prospetto diviso da paraste, le colonne ai lati sono a torgitlioni decorato da elementi vegetali dorati, le volute sempre ai lati sono decorate con dei putti che suonano le zampogne, il coronamento dell'organo è caratterizzato dall'ornamento a motivi vegetali. L'organo è stato restaurato.[8]
- Chiesa di Sant'Antonio detta "del Purgatorio". Situata nella piazza del paese, fuori dalle antiche mura, reca nella trabeazione del portale la data del 1504 ma lo sile gotico rimanda ad epoca ben anteriore. Adibita alle funzioni funerarie in epoca medioevale essendo inclusa in area cimiteriale come da ritrovamenti degli anni cinquanta del XX secolo a seguito del rifacimento della piazza. Semplice nella struttura, a navata unica, reca evedenti resti di affreschi medievali di notevole fattura. Fino agli anni 60 del secolo scorso l'altare era costituito da un basamento e pala in legno finemente incisi e decorati il cui stile richiamava quello dell'organo della chiesa di S. Giovanni Battista ove fu traslato il basamento mentre la pala è depositata senza cura nella chiesa di santa Lucia.
- Ex convento di Santa Maria degli Angeli. È sito in contrada Santa Maria. Attualmente è adibito ad attività commerciale. Risale al 1536. Le strutture abitative, tra cui camere, fondaci, refettorio, biblioteca e chiostri, sono andate demolite e rimangono, invece, dei resti architettonici quali muri, cisterne, pozzi, frammenti lapidei erratici sparsi ovunque nelle zone circostanti e degli ambienti riferibili ad una cappella e ad luogo che forse è un cortile. L'interno della chiesa è ad un'unica navata.[9]
- Resti della chiesa di San Michele Arcangelo. Sono siti in località San Michele in un luogo detto La Cesagna, fuori dal paese sulla Ex Strada statale 86 Istonia in direzione Torrebruna. Risalgono ad un periodo antecedente al XVIII secolo. All'epoca della famiglia Rinaldi vi risiedeva l'eremita fra Nicola Del Vecchio di Castiglione. Nel catasto si accenna di un unico altare con annessa statua dell'arcangelo sito nell'aula probabilmente unica. A fianco vi era una casetta per l'alloggio dell'eremita. Tra le proprietà vi erano dei terreni presso la chiesa e una decina di campi in varie contrade: tre case, due vigne, degli oliveti e quattro buoi. Nel 1851 ancora in buono stato, fu utilizzata come cimitero fino al 1857 quando la cappella era colma, tuttavia alcuni anziani accennano per la sepoltura nella chiesa nei primi anni del XX secolo per i deceduti d'influenza spagnola. Attualmente la chiesa e l'annesso fabbricato dell'eremita sono ancora esistenti e la chiesa è senza tetto parzialmente coperta da materiali crollati e da vegetazione. La chiesa è danneggiata da sottrazioni di materiali per riciclo di elementi architettonici negli anni sessanta del XX secolo. Verso la fine del XX secolo e gli inizi del nuovo millennio si poteva ammirare all'interno una pietra verosimilmente riconducibile all'altare.[10]
- Chiesa di Santa Lucia in contrada s. Lucia.
- Chiesa Madonna della valle in contrada valle. Con ogni probabilità edificate sui resti di antiche chiese
- Chiesa evangelica protestante eretta agli inizi del XX secolo.

### Fontane
- Fontana municipale. È sita in piazza della chiesa del purgatorio. Risale ad un periodo precedente al XVIII secolo. Un'iscrizione mostra la data del 1895. Si hanno notizie di progetti per la realizzazione della fontana risalenti al secondo decennio del XIX secolo per una spesa di poco più di una sessantina di ducati. Mentre nel 1844 si dovette ricostruire la fontana per via di una frana con una spesa di circa centocinquanta ducati, ma nel 1863 la spesa salì a circa settemila ducati. La crescita sproporzionata dei costi è da ricercare nella qualità artistica del progetto. La fontana è tripartita da quattro paraste e da conci bugnati e da una cornice orizzontale con ovuli e foglie d'acanto. Tra una parasta e l'altra il rivestimento è realizzato in laterizio. Nel riquadro centrale vi è una targa con una data. In una foto di epoca fascista è raffigurato, nella nicchia centrale uno stemma.[11]
- Fonte della Noce. È sita in via fonte della Noce. È stata costruita precedentemente al XIX secolo. Fu realizzata da un architetto di Agnone. La parete principale ha degli archi a tutto sesto. Nell'arco centrale vi sono cinque aperture quadrate.[12]

## Società

### Evoluzione demografica
Abitanti censiti

Non ci sono società sportive.

## Amministrazione
| Periodo        | Periodo        | Primo cittadino       | Partito                                                                      | Carica  | Note          |
| -------------- | -------------- | --------------------- | ---------------------------------------------------------------------------- | ------- | ------------- |
| 6 giugno 1993  | 27 aprile 1997 | Elio Serafini         | Democrazia Cristiana                                                         | Sindaco | [ 14 ]        |
| 28 aprile 1997 | 13 maggio 2001 | Giuseppe Sansiviero   | Lista Civica di Sinistra                                                     | Sindaco | [ 15 ]        |
| 14 maggio 2001 | 15 maggio 2011 | Gaetano D'Onofrio     | Lista Civica di Centro (2001-2006) Lista Civica di Centro-destra (2006-2011) | Sindaco | [ 16 ] [ 17 ] |
| 16 maggio 2011 | 5 giugno 2016  | Gianfranco D'Isabella | Lista Civica di Centro-destra Carunchio per le Libertà                       | Sindaco | [ 18 ]        |
| 5 giugno 2016  | 3 ottobre 2021 | Gianfranco D'Isabella | Lista Civica di Centro-destra Carunchio per le Libertà                       | Sindaco | [ 18 ]        |
| 3 ottobre 2021 | in carica      | Gianfranco D'Isabella | Lista civica di Centro-destra Carunchio per le Libertà                       | Sindaco | [ 18 ]        |